# The Aviator (film, 1929)
Pour les articles homonymes, voir The Aviator.
Pour plus de détails, voir Fiche technique et Distribution.
 The Aviator est un film américain réalisé par Roy Del Ruth et sorti en 1929.
Adapté d'une pièce de théâtre, il a fait l'objet d'un remake en 1930 sous le titre Going Wild.

## Synopsis
L'éditeur Brooks et son attaché de presse décident de promouvoir un livre sur les expériences de vol en temps de guerre. Ils attribuent le mérite du livre à l'auteur populaire Robert Street, qui ignore tout de l'aviation. Robert se retrouve alors dans toutes sortes de problèmes, sauvant l'entreprise de son ami mais attirant également l'attention de Grace Douglas, une passionnée d'aviation. Il est capable d'effectuer de simples événements publicitaires, mais lorsqu'il fait démarrer accidentellement un avion, ses incroyables acrobaties aériennes se terminent par un atterrissage acrobatique. Lorsqu'une course est organisée entre lui et l'as français, le major Jules Gaillard, elle se termine par l'aveu par Robert qu'il n'est pas pilote, mais il gagne quand même le cœur de Grace.

## Fiche technique
- Réalisation : Roy Del Ruth
- Scénario : Arthur Caesar, Robert Lord d'après la pièce The Aviator de James Montgomery[1]
- Producteur : Irving Asher
- Photographie : Chick McGill
- Montage : William Holmes
- Musique : Rex Dunn (non crédité)
- Genre : Comédie[2]
- Production : Warner Bros.
- Durée : 75 minutes
- Date de sortie :
  - États-Unis 14 décembre 1929

## Distribution
- Edward Everett Horton : Robert Street
- Patsy Ruth Miller : Grace Douglas
- Johnny Arthur : Hobart
- William Norton Bailey : Brooks
- Armand Kaliz : Major Jules Gaillard
- Edward Martindel : Gordon
- Lee Moran : Brown
- Kewpie Morgan : Sam Robinson
- Phillips Smalley : John Douglas